# Monviso
El Monviso o Monte Viso (piamontés: Brich Monviso o Viso; occitano, Vísol), es una montaña en los Alpes Cocios en Italia cerca de la frontera francesa. El Monviso es bien conocido por su forma parecida a una pirámide, y debido a que es más alto que todos los picos vecinos con una diferencia de alrededor de 500 m, puede verse desde bastante distancia, desde la meseta piamontesa y el Langhe. En un día muy claro puede verse desde lo alto de la catedral de Milán.

## Geografía
En las laderas septentrionales del Monviso están las fuentes del Po, el llamado Pian del Re (2020 m). El grupo Monviso está rodeado por el Valle Po, Valle Varaita y, en el lado francés, el Valle del Guil. El sector septentrional del grupo, desde la Punta Gastaldi a los Colle delle Traversette, se encuentra en la frontera francesa.

## Historia
Monviso fue ascendido por vez primera el 30 de agosto de 1861 por William Mathews, Frederick Jacomb, Jean-Baptiste Croz y Michel Croz. Es donde se encuentra una cantera de jadeíta neolítica, a una altitud de 2.000 a 2.400 metros. Su productividad tuvo el momento álgido alrededor del año 5000 a. C. La jadeíta fue usada para hacer hachas de culto, que se encuentran en toda Europa occidental.
En 2014, la UNESCO añadió a la Red Mundial de Reservas de la Biosfera a la reserva transfronteriza del Monte Viso, entre los países de Francia e Italia.